# Сєвероуральський міський округ
Сєвероура́льський міський округ (рос. Североуральский городской округ) — адміністративна одиниця Свердловської області Російської Федерації.
Адміністративний центр — місто Сєвероуральськ.

## Населення
Населення міського округу становить 40717 осіб (2018; 44776 у 2010, 54207 у 2002).

## Склад
До складу міського округу входять 9 населених пунктів:
| Населений пункт              | Населення, осіб (2002) | Населення, осіб (2010) |
| ---------------------------- | ---------------------- | ---------------------- |
| Баяновка, селище             | 800                    | 437                    |
| Боксити, селище              | 139                    | 81                     |
| Всеволодо-Благодатське, село | 250                    | 177                    |
| Калья, селище                | 6787                   | 5604                   |
| Покровськ-Уральський, селище | 1619                   | 1160                   |
| Сєвероуральськ, місто        | 34673                  | 29263                  |
| Сосьва, селище               | 385                    | 229                    |
| Третій Сєверний, селище      | 2163                   | 1837                   |
| Черемухово, селище           | 7391                   | 5988                   |